# 香港路 (武汉市)
香港路位于中国湖北省武汉市江岸区，北起自唐家墩路，向东南延伸，和建设大道交汇，直到解放大道止。沿路与荷花池街、三眼桥北路、苗栗路相交，全长1427.6米。
清代末年，香港路一带还是湖塘密布。后来，英国人开办蛋品加工厂，往湖中倾倒鸭蛋壳，湖泊逐渐被填平，市民便为此处取名“鸭蛋壳”，现在的香港路亚单角其实就是“鸭蛋壳”的谐音。1997年前这条路仅有4米宽，道路两侧多为低矮的棚户。
1997年香港回归，中国内地许多城市选择将一条道路命名为“香港路”来纪念。据《武汉年鉴》记载，经时任武汉市政协副主席单大年提案、武汉市人民政府批准，于1997年6月25日正式将由球场街一段、西马路一段和唐家墩路合并而成的道路命名为香港路。
2005年，香港路立交桥建成，解放大道从航空路立交桥到黄浦路之间的路段实现无红灯通行。
2018年10月1日，武汉轨道交通7号线开通，香港路站成为连接3号线、6号线、7号线的三线换乘站。